# Задобє
Задобє (словен. Zadobje) — поселення в общині Гореня вас-Поляне, Горенський регіон, Словенія. Висота над рівнем моря: 718,8 м.